# Malaya- en Brits Borneo-dollar
De Malaya- en Brits Borneo-dollar was de munteenheid van Malaya, Singapore, Sarawak, Brits Noord-Borneo, Brunei en de Riau-archipel van 1953 tot 1967. Het was de opvolger van de Malaya-dollar en Sarawak-dollar, die het tegen gelijke waarde verving. De munteenheid werd uitgegeven door de Board of Commissioners of Currency, Malaya en British Borneo (voor 1952 bekend als de Board of Commissioners of Currency, Malaya).
De Malaya- en Brits Borneo-dollar werd gebruikt in Malaya na de onafhankelijkheid in 1957, en in Maleisië na de oprichting in 1963, evenals in Singapore na de onafhankelijkheid in 1965. Na 1967 beëindigden de twee landen en Brunei de gemeenschappelijke munteenheid en begonnen ze hun eigen valuta uit te geven. De Malaya- en Brits Borneo-dollar bleef echter wettig betaalmiddel tot 16 januari 1969. De munteenheid werd ook gebruikt in de Riau-archipel in Indonesië tot 1963, toen deze werd vervangen door de Indonesische roepia.